# 兒玉宣勝
兒玉 宣勝（こだま のりかつ、1981年7月17日 - ）は、京都府出身の男性俳優、脚本家。Queen-B所属。
身長170cm。趣味はギター、落語の本を音読する事。特技はバスケットボール、バレーボール、関西弁。

## 脚本作品
- スラッカーズ（2009年）
- TIGER & BUNNY 第6・8・18話（2011年）
  - TIGER & BUNNY -The Beginning- KING OF WORKS（2012年）
  - バンプレスト 一番くじ「TIGER & BUNNY -The Rising- 〜Fortune favors the bold.〜」（2017年）
- ワーナーマイカル劇場 オリジナルコメディームービー「会津侍若松っつん」（2013年）
- シャキーン!（2013年） - 構成
- 戦力外捜査官（2014年） - プロット協力
- PTAグランパ! 第5話（2017年）
- 闇芝居 第8期 第11話（2021年）

## 出演

### 映画
- 9/10 ジュウブンノキュウ（2005年） - 菊池伝助（カバオ） 役
- カミュなんて知らない（2006年） - 児玉 役
- パッチギ! LOVE&PEACE（2007年）
- GROW 愚郎（2007年）
- Happyダーツ（2008年）
- 禅 ZEN（2009年）
- 引き出しの中のラブレター（2009年）
- 20世紀少年 最終章（2009年）
- 1980 shortmovies（2009年） - 主演
- ボックス!（2010年） - 南野孝太郎 役
- 揺れに揺られて、揺られてゆらり（2010年）
- 恋の罪（2011年）
- カイジ2 人生奪回ゲーム（2011年）
- DOG×POLICE 純白の絆（2011年）
- 三億光年の彼方から（2011年）
- 鍵泥棒のメソッド（2012年） - AV担当の男 役
- アイドル7×7監督 だから私は眠れない（2013年）
- 脳男（2013年）
- Go!Go!家電男子THE MOVIE〜アフレコパニック〜（2014年） - 江田 役
- 本のゆがみ（2015年） - 桑原正紀 役
- 嫌な女（2016年）
- 地の塩 山室軍平（2017年） - 政吉 役
- 泥棒役者（2017年） - 警官 役
- リベンジgirl（2017年）
- 曇天に笑う（2018年）
- 終わった人（2018年）
- 焼肉ドラゴン（2018年）
- カツベン!（2019年）
- 明日、キミのいない世界で（2020年）
- 花と雨（2020年）
- 夜のまにまに - 大谷 ※主演、自主映画
- フユマエ - 功 ※自主映画

### テレビドラマ
- 仮面ライダーシリーズ（テレビ朝日）
  - 仮面ライダー電王 第15話（2007年） - 釣り人 役
  - 仮面ライダーエグゼイド 第8話（2016年11月27日） - ナガシ 役
- 土曜プレミアム 千の風になって ドラマスペシャル 第5弾「なでしこ隊〜少女達だけが見た特攻隊・封印された23日間〜」（2008年）
- ぼくの妹 第1話（2009年）
- アイシテル〜海容〜 第3 - 5話（2009年） - 岩瀬 役
- 土曜ワイド劇場
  - 遺品の声を聴く男 第2作（2010年） - 刑事 役
- ママさんバレーでつかまえて 第5話（2010年）
- 宇宙犬作戦 第8話（2010年） - AD 役
- ナサケの女〜国税局査察官〜 第5話（2010年） - 浜口 役
- 犬を飼うということ〜スカイと我が家の180日〜（2011年） - 清掃会社社員 役
- 臨死!!江古田ちゃん（2011年）
- TAROの塔 第4話（2011年）
- 僕とスターの99日 第5話（2011年）
- 月曜ゴールデン ヤメ刑探偵 加賀美塔子（2011年 - 2015年） - 田代巡査 役
- ブルドクター 第3話（2011年） - 塩野豊 役
- 妖怪人間ベム 第1話・第9話（2011年） - 村の農民 役
- 戦国★男士 第11・12話（2011年） - 太田氏房 役
- シャキーン!（2011 - 2012年）
- 私立バカレア高校 第4話（2012年）
- 痕跡や（2012年）
- 相棒 Season 11 第5話（2012年） - 米田巡査 役
- 実験刑事トトリ 第4話（2012年）
- PRICELESS〜あるわけねぇだろ、んなもん!〜 第7話（2012年）
- MONSTERS 第8話（2012年）
- 金曜プレステージ
  - 松本清張没後20年特別企画・疑惑（2012年） - カメラマン 役
  - 浅見光彦シリーズ 第47作（2013年） - 土山刑事 役
- 予告編ビギンズ（2013年）
- ウルトラマンギンガ 第1話・第2話・最終話（2013年） - 木村 役
- たべるダケ 第2話（2013年） - サラリーマン 役
- Woman 第4話（2013年）
- Doctor-X 外科医・大門未知子2（2013年） - 路地豊 役
- アリスの棘 第1話（2014年）
- 弱くても勝てます〜青志先生とへっぽこ高校球児の野望〜 第1話・第8話（2014年） - 鈴山准教授 役
- 松本清張ドラマスペシャル・死の発送（2014年） - 水戸トレーニングセンター従業員 役
- 連続ドラマW
  - モザイクジャパン 第3話（2014年）
  - 海に降る 第1 - 3話（2015年） - 広報課員 役
  - 荒地の恋（2016年）
  - アキラとあきら 第1話（2017年）
  - 東野圭吾「片想い」（2017年） - 有坂コーチ 役
- リアル脱出ゲームTV 第9話（2014年）
- 24時間テレビ 「愛は地球を救う」ドラマスペシャル
  - 「はなちゃんのみそ汁」（2014年）
  - 「ヒーローを作った男 石ノ森章太郎物語」（2018年）
- 水曜ミステリー9（テレビ東京）
  - 「残り火」（2014年10月29日） - 立花孝之 役
  - 検事・沢木正夫 第2作（2014年12月24日） - 蒲田 役
- プレミアムドラマ
  - 「ひとつ星の恋〜天才漫才師 横山やすしと妻〜」後篇（2014年11月30日）
  - 奇跡の人 第2話（2016年）
- このミステリーがすごい! ベストセラー作家からの挑戦状（TBS）
  - 「残されたセンリツ」（2014年12月29日） - 検視官 役
  - 「ポセイドンの罠」（2015年11月30日）
- ザ・プレミアム ラギッド!（2015年）
- 天使と悪魔-未解決事件匿名交渉課-（2015年） - 小椋耕二 役
- Dr.倫太郎 第10話（2015年）
- 金曜ロードSHOW! 特別ドラマ企画「天才バカボン〜家族の絆」（2016年）
- 僕のヤバイ妻 第4話（2016年）
- 重版出来! 第7話（2016年）
- 連続テレビ小説 とと姉ちゃん（2016年6月 - 、NHK） - 相田良輔 役
- スクラップ・アンド・ビルド（2016年）
- 炎の経営者（2017年）
- 花のち晴れ〜花男 Next Season〜（2018年）
- 限界団地（2018年） - 刑事 役
- 特捜9（2018年） - 野村堅太 役
- そろばん侍 風の市兵衛（2018年）
- 極道めし（2018年）
- リーガルV〜元弁護士・小鳥遊翔子〜（2018年） - 里崎茂 役
- 獣になれない私たち（2018年）
- よつば銀行 原島浩美がモノ申す!〜この女に賭けろ〜（2019年、テレビ東京） - 大内安則 役
- 電影少女 -VIDEO GIRL MAI 2019-（2019年）
- 家政夫のミタゾノ（2019年）
- 監察医 朝顔（2019年） - 千葉刑事 役
- カフカの東京絶望日記（2019年）
- 知らなくていいコト 第2話（2020年1月15日、日本テレビ）
- シロでもクロでもない世界で、パンダは笑う。 第2話・第8話（2020年1月19日・3月1日、読売テレビ） - 児島刑事 役
- DASADA 第2話・第8話（2020年1月23日・3月5日、日本テレビ）
- 行列の女神〜らーめん才遊記〜 第4話（2020年5月11日、テレビ東京） - ラーメン相川の客 役
- 正しいロックバンドの作り方 第4話（2020年5月12日、日本テレビ） - 大林誠一郎 役
- 青のSP―学校内警察・嶋田隆平―（2021年1月12日 - 3月16日、関西テレビ・フジテレビ） - 古賀一成 役
- 「看護の日・看護週間」制定30周年特別ドラマ「Memories〜看護師たちの物語〜」（2021年、BS日テレ） - 香川医師 役
- 大切にしようあなたの一票
- #コールドゲーム（2021年6月6日 - 、東海テレビ他） - 平井翔太 役
- 悪女（わる）働くのがカッコ悪いなんて誰が言った? 第3話（2022年4月27日、日本テレビ）
- 嫌われ監察官 音無一六 season1 第4話（2022年5月27日、テレビ東京） - 飯島祐次 役
- 警視庁・捜査一課長 season6 第8話（2022年6月2日、テレビ朝日） - 成木蓮 役
- 赤いナースコール（2022年） - 大川刑事課長 役
- 小野寺凪 第1話・第2話（2023年4月12日・4月19日、フジテレビ） - 浦井雅史 役
- シッコウ!!〜犬と私と執行官〜 第7話（2023年8月22日、テレビ朝日） - 柳川 役
- 法廷のドラゴン 第5話（2025年2月14日、テレビ東京） - 矢本彰一 役[2]
- 家政夫のミタゾノ 第7シーズン 第8話（2025年3月4日、テレビ朝日） - 天野涼真 役[3]

### 舞台
- あるやんごとなき夫婦の物語（2005年）
- トラッシュマスターソウル（2007年）
- THE FAMILY・絆（2007年）
- プラスイズム vol.4「Punk Autumn!!」（2007年）
- 第10回JAPANドラッグストアショー内 田辺三菱製薬（2010年）
- 曇天に笑う（2015年 - 2016年） - 織田千代長 役
- モリのアサガオ（2015年） - 香西忠伸 役
- ある日、ある時、ない男。（2025年公演予定）[4]

### Vシネマ
- 油断大敵!悪質商法 - 山口
- 架空請求のワナ - 友和
- 償う人々 - 作田

### CM
- 三井住友銀行オリンピックキャンペーン
- 戦略シミュレーションゲーム「GAME OF WAR」
- 全国TBS系列番組内 3夜連続放送「リアル脱出ゲームTV×Xperia」コラボCM「人工衛星爆弾ヲ解除セヨ」
- アサヒビール クリアアサヒ
  - 「発散カラオケ篇」
  - 「2013歌う鍋篇」
- サントリー
  - 金麦「それぞれの金麦 ホルモン篇」
  - こだわり酒場のレモンサワー 「オフィス」篇
- テイクアンドギヴ・ニーズ 「One Heart Wedding」
- 三洋物産・CR新海物語 With アグネス・ラム
  - 「オフィス篇」
  - 「残業篇」
- ケンタッキーフライドチキン・ポットパイ「冬空の下のスポーツ観戦篇」
- オリバーソース どろソース
- NUMBERS 「今日もチャンスだナンバーズ篇」 - サラリーマン 役
- リクルートカーセンサー 「オープンカー篇」
- ホクト ショートムービー「チョコときのこ」
- トヨタ自動車「トヨフェス はじまる」篇
- 高橋酒造・しろ「時代劇篇」

### PV
- 太陽族・「SUNNY」（2012年）
- 志磨参兄弟・「AKAUSHI feat ChieHanawa」

### Web
- キキコミ（2007年） - アックン 役
- PlayStation 4 ニンテンドー3DSソフト「ドラゴンクエストXI 過ぎ去りし時を求めて」特別WEB映像「あの頃、僕らは勇者だった」
- 世にも奇妙な物語 × 水溜りボンド「キラキラ純愛ラブストーリー」（2018年11月9日、YouTube）
- あなたの番です ショートドラマ「扉の向こう」第15話（2019年8月4日、Hulu）
- フォローされたら終わり（2019年10月27日、11月3日、AbemaTV） - ゆまの上司 役